# Ahmed Saad Osman
Ahmed Saad Suleiman Osman (ara. أحمد سعد عثمان) (Bengazi, Libija, 7. kolovoza 1979.) je libijski nogometaš i nacionalni reprezentativac. Osman igra na poziciji napadača te trenutno nastupa za tuniški Club Africain. S reprezentacijom je nastupio na Afričkom Kupu nacija 2006. i 2012.
Na posljednjem Kupu nacija odigranom 2012. u Gabonu i Ekvatorijalnoj Gvineji, igrač je u utakmici skupine protiv Zambije (kasnijeg afričkog prvaka) zabio dva gola za konačan rezultat 2:2.

## Pogoci za reprezentaciju
| #  | Datum               | Mjesto                                       | Protivnik            | Pogodak | Rezultat | Natjecanje                              |
| -- | ------------------- | -------------------------------------------- | -------------------- | ------- | -------- | --------------------------------------- |
| 1. | 16. studenog 2003.  | Bengazi, Libija                              | Sveti Toma i Princip | 7 – 0   | 8 – 0    | Kvalifikacije za SP u Njemačkoj 06'     |
| 2. | 3. rujna 2004.      | Stadion 11. lipnja, Tripoli, Libija          | Benin                | 3 – 1   | 4 – 1    | Kvalifikacije za SP u Njemačkoj 06'     |
| 3. | 8. listopada 2004.  | Stadion 11. lipnja, Tripoli, Libija          | Egipat               | 2 – 1   | 2 – 1    | Kvalifikacije za SP u Njemačkoj 06'     |
| 4. | 15. lipnja 2008.    | Free State Stadion, Bloemfontein, JAR        | Lesoto               | 1 – 0   | 1 – 0    | Kvalifikacije za SP u JAR-u 10'         |
| 5. | 5. rujna 2008.      | Stadion 11. lipnja, Tripoli, Libija          | Gana                 | 1 – 0   | 1 – 0    | Kvalifikacije za SP u JAR-u 10'         |
| 6. | 10. listopada 2010. | Stadion 11. lipnja, Tripoli, Libija          | Zambija              | 1 – 0   | 1 – 0    | Kvalifikacije za Afrički Kup nacija 12' |
| 7. | 15. studenog 2011.  | Dubai, UAE                                   | Bjelorusija          | 1 – 0   | 1 – 1    | Prijateljska utakmica                   |
| 8. | 25. siječnja 2012.  | Estadio de Bata, Bata, Ekvatorijalna Gvineja | Zambija              | 1 – 0   | 2 – 2    | Afrički Kup nacija 12'                  |
| 9. | 25. siječnja 2012.  | Estadio de Bata, Bata, Ekvatorijalna Gvineja | Zambija              | 2 – 1   | 2 – 2    | Afrički Kup nacija 12'                  |